# Casablanca (Subirats)
Casablanca és una urbanització del municipi de Subirats (Alt Penedès) situada al peu de la carretera C-243b, entre Torre-ramona i Gelida, al vessant septentrional de la muntanya del Senyoret, de les serres de l'Ordal, on hi havia la masia de Cal Senyoret, ara totalment refeta. Té una població de 106 habitants (2023).
La urbanització i parcel·lació d'aquest indret s'inicià a la dècada de 1970 i va configurar dos nuclis separats per la carretera: Casablanca Nord, situada al costat de l'autopista AP-7, i Casablanca Sud, que s'enfila per la muntanya.
El nom 'Casablanca' ve de la masoveria que hi ha al peu de la carretera cap a Gelida, ara un restaurant, a la qual pertanyien antigament els terrenys on hi ha la urbanització.